# John Deere
John Deere (7. února 1804 Rutland, Vermont – 17. května 1886 Moline, Illinois) byl americký kovář, zakladatel firmy Deere & Company – jednoho z největších současných výrobců zemědělské a stavební techniky.
V roce 1837 sestrojil první komerčně úspěšný ocelový pluh. V roce 1843 se spojil s Leonardem Andrusem, aby mohl zvýšit výrobu a uspokojit zvyšující se poptávku po svých pluzích. V roce 1848 se s Andrusem rozešel a přesunul se do města Moline, které bylo díky své poloze na řece Mississippi důležitou křižovatkou obchodních cest. V roce 1868 pojmenoval svou firmu Deere & Company. V té době řídil firmu z velké části již jeho syn Charles.